# Aingoulaincourt
Aingoulaincourt é uma comuna francesa na região administrativa de Grande Leste, no departamento de Haute-Marne. Estende-se por uma área de 5,1 km². Em 2010 a comuna tinha 13 habitantes (densidade: 2,5 hab./km²).